# Vuit (escalada)

L'ús convencional d'un vuit per esquerrans i dretans

El descensor vuit (o huit) és un tipus de descensor metàl·lic amb dos forats de diferent mida. El seu nom prové de la seva forma (xifra 8) i és àmpliament utilitzat en l'escalada en roca, muntanyisme i barranquisme.
El principi de funcionament és l'ús de la fricció de la corda al seu pas pel vuit per tal de controlar la velocitat del descens. El resultat provoca un alliberament de calor i un desgast progressiu de la corda. El diàmetre de l'orifici del vuit està dissenyat per a cordes en simple o doble de 8 a 13 mm.
Existeixen diverses maneres de passar-hi la corda que n'acceleren el pas, però que alhora augmenten els riscos associats. Fet i fet, l'avantatge d'aquest element és la seva senzillesa de disseny i d'ús. El defecte més gran, tanmateix, és sobretot en l'absència de bloqueig automàtic, ja que la corda frena només si es manté la tensió en la cadena inferior.

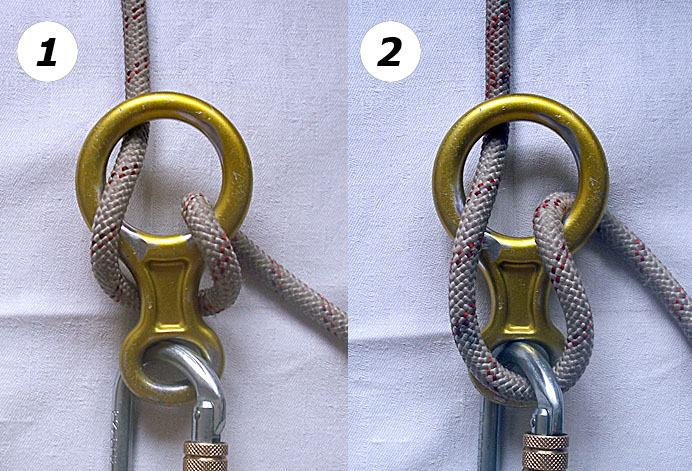
Exemple d'ús amb un muntatge ràpid, menys fricció i menor control (foto 2)